# Nuoto ai Giochi olimpici intermedi
Il nuoto ai Giochi olimpici intermedi del 1906 di Atene fu rappresentato da quattro soli eventi di stile libero, tutti di categoria maschile.

## Risultati
| Evento              | Oro                                                        | Perform. | Argento                                                     | Perform. | Bronzo                                                            | Perform. |
| Stile libero        |                                                            |          |                                                             |          |                                                                   |          |
| 100 m (dettagli)    | Charlie Daniels                                            | 1'13"0   | Zoltán Halmay                                               | ---      | Cecil Healy                                                       | ---      |
| 400 m (dettagli)    | Otto Scheff                                                | 6'24"0   | Henry Taylor                                                | 6'26"0   | John Jarvis                                                       | ---      |
| 1 miglio (dettagli) | Henry Taylor                                               | 28'28"0  | John Jarvis                                                 | 30'07"6  | Otto Scheff                                                       | 30'53"4  |
| 4x250 m (dettagli)  | Ungheria Henrik Hajós Zoltán Halmay Géza Kiss József Ónody | 16'52"4  | Germania Ernst Bahnmeyer Max Pape Emil Rausch Oscar Schiele | 17'16"2  | Regno Unito Rob Derbyshire William Henry John Jarvis Henry Taylor | ---      |

## Medagliere
| Posizione | Paese       |   |   |   | Totale |
| --------- | ----------- | - | - | - | ------ |
| 1         | Regno Unito | 1 | 2 | 2 | 5      |
| 2         | Ungheria    | 1 | 0 | 1 | 2      |
| 3         | Austria     | 1 | 0 | 1 | 2      |
| 4         | Stati Uniti | 1 | 0 | 0 | 1      |
| 5         | Germania    | 0 | 1 | 0 | 1      |
| 6         | Australia   | 0 | 0 | 1 | 1      |
| Totale    | Totale      | 4 | 4 | 4 | 12     |